# Periodo protodinástico de Egipto

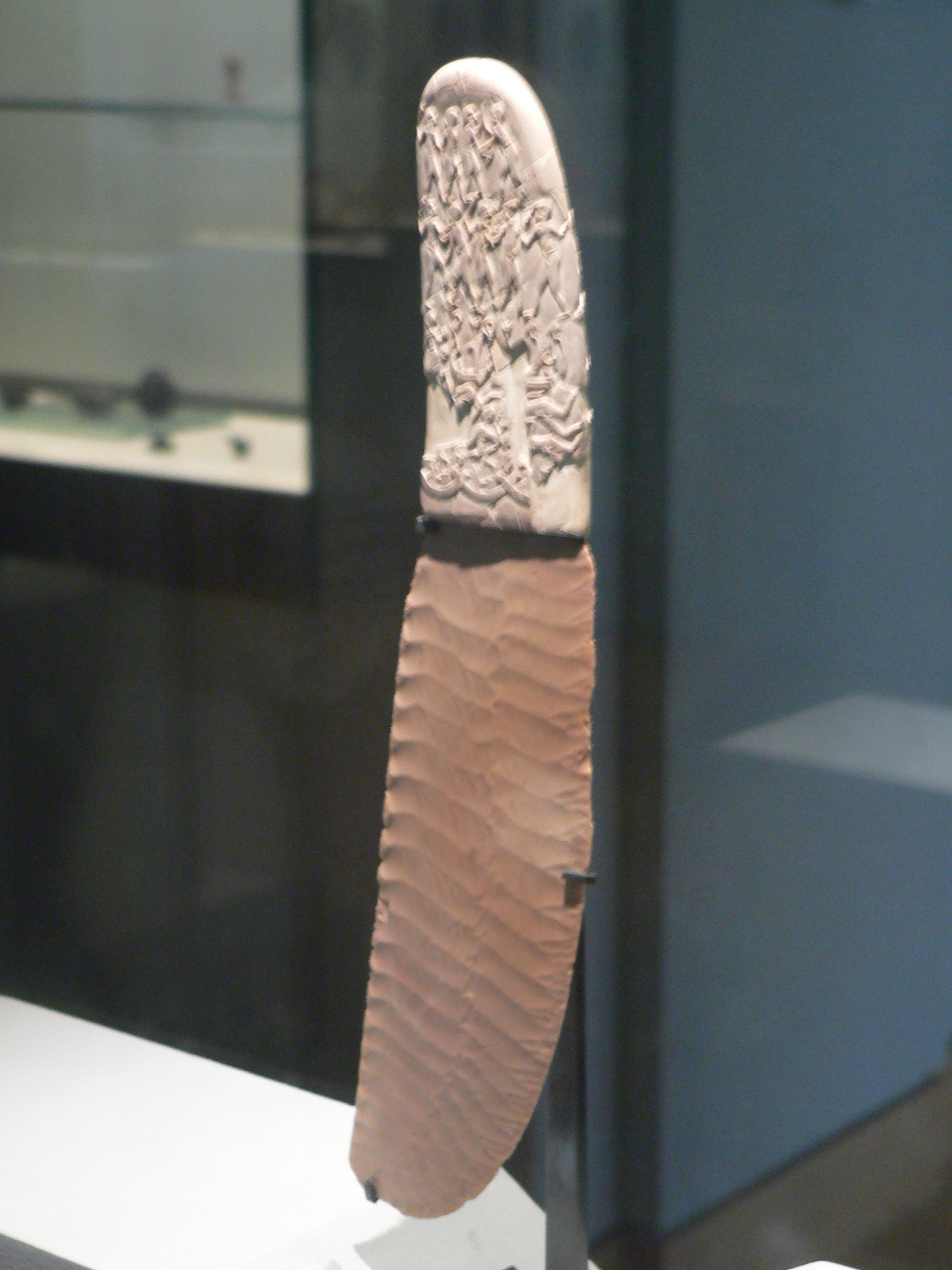
Cuchillo ceremonial tallado en sílex y marfil. Guebel el-Arak. 3200 a. C.

El Periodo Protodinástico de Egipto (situado generalmente entre los años 3300 y 3150 a. C.) es considerado la fase final del periodo predinástico. Es conocido también como Dinastía 0 o periodo predinástico tardío. Culturalmente, se corresponde con el periodo denominado Naqada III.

## LaDinastía 0
La Dinastía 0 de gobernantes egipcios fue durante muchos años desestimada por los egiptólogos, siendo sólo reconocida a partir de las excavaciones de Émile Amélineau y Flinders Petrie en el cementerio de Umm el-Qaab (Abidos), entre finales del siglo XIX e inicios del siglo XX, y también por las excavaciones de James Edward Quibell en Nejen (Hieracómpolis). 
Está asociada al final de la época predinástica, también denominada periodo de Naqada III. En ella se incluyen varios gobernantes que reinaron en el Alto Egipto entre el 3300 y el 3200 a. C.: Horus Ro o Iry-Hor (c. 3300 - 3275 a. C.), Horus Ka o Ka-Sehen (c. 3275 - 3250 a. C.) y Horus Escorpión I o Serket (c. 3250 - 3200 a. C.)
Estos gobernantes oriundos del Alto Egipto son blanco continuo de debate, relativo a la extensión de sus reinos en época tan antigua de la historia de las civilizaciones humanas, aún después de las recientes excavaciones realizadas por el Instituto Arqueológico Alemán en Abidos y de las dirigidas hasta hace poco tiempo por Michael Hoffman y Barbara Adams en Hieracómpolis. 
La identidad de estos primeros reyes figura en la Piedra de Palermo, casi 700 años posterior, y otras listas de faraones que se hicieron unos 2000 años después, como las de Abidos, Saqqara o el Canon Real de Turín. La más antigua representación de un posible gobernante se ha encontrado en una vasija de Abidos, y data de la época en que esta ciudad era un enclave funerario de la capital, Tinis. Se representa, junto a una mujer embarazada, a un hombre ataviado con el shenti (faldilla), y una pluma en la cabeza, sosteniendo una maza, en una postura que se repitió después en las representaciones reales.
En este periodo surgen las primeras auténticas ciudades, tales como Tinis en Abidos, Nubet en Ombos, Nejab en Eileithyaspolis, Nejen en Hieracómpolis, Per-Montu en Hermontis, Uetyeset-Heru en Edfu, y Ab en Elefantina.
Son típicos de esta época los magníficos vasos tallados en piedra, los cuchillos ceremoniales, como el de Guebel el-Arak, las paletas para cosméticos, o las cabezas de mazas votivas y de guerra.

## Faraones conocidos
- El soberano Iry-Hor de la Dinastía 0 está reconocido como gobernante de Tinis, pudiendo haber sido durante su reinado cuando la poderosa ciudad de Naqada (o Nagada) fue conquistada.

- Ka-Sehen prosiguió las conquistas de su antecesor, en dirección al sur, posiblemente hasta la frontera con el reino de Nejen o Hieracómpolis.

- En relación con Serket, parece probable el hecho de la unificación del Alto Egipto durante su reinado, debido a su representación en la maza del Depósito Principal de Hieracómpolis que lo muestra tocado con la Corona Blanca del Alto Egipto (hedyet). Queda, sin embargo, la duda sobre si conquistó también el Bajo Egipto, o si esa tarea habría sido desempeñada por su sucesor Narmer (c. 3200 - 3140 a. C.), que pudo ser el último gobernante de esta dinastía, o el primero de la dinastía I.

## Gobernantes predinásticos
Gobernantes en el Alto Egipto.
| Nombre             | Comentarios | Época de reinado    |
| ------------------ | ----------- | ------------------- |
| Horus Escorpión I  |             | ca. 3250/3200 a. C. |
| Doble Halcón       |             | ca. 3200/3190 a. C. |
| Horus Ny           |             | ca. 3200/3170 a. C. |
| Horus Hat          |             | ca. 3180/3170 a. C. |
| Horus...           |             |                     |
| Horus Hedyu        |             | ca. 3250/3220 a. C. |
| Horus Iry          |             | ca. 3170/3160 a. C. |
| Horus Hut          |             | ca. 3170/3160 a. C. |
| Horus Ka           |             | ca. 3150/3100 a. C. |
| Horus Nineyt       |             | ca. 3180/3170 a. C. |
| Horus Cocodrilo    |             | ca. 3180/3170 a. C. |
| Horus Escorpión II |             | ca. 3170/3150 a. C. |
| Narmer (?)         | –           | ca. 3150/3090 a. C. |

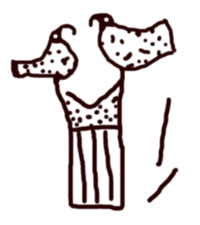
Serej del gobernante llamado Doble Halcón.

Gobernantes en el Bajo Egipto, inscritos en la Piedra de Palermo.
| Nombre  | Comentarios | Época de reinado    |
| ------- | ----------- | ------------------- |
| ...Pu   |             | ca. 3400/3200 a. C. |
| Seka    |             | ca. 3400/3200 a. C. |
| Jaau    |             |                     |
| Tiu     |             |                     |
| Tyesh   |             |                     |
| Neheb   |             |                     |
| Uadynar |             |                     |
| Mejet   |             |                     |
| ...A    | –           | ca. 3400/3200 a. C. |

Gobernantes de Tinis-Abidos desde el periodo Naqada IIIa1, hasta principios de Naqada IIIc1.
| Nombre                   | Comentarios | Época de reinado    |
| ------------------------ | ----------- | ------------------- |
| Oryx estandarte          |             | ca. 3400/3350 a. C. |
| Concha                   |             | ca. 3300/3250 a. C. |
| Pez                      |             | ca. 3300/3250 a. C. |
| Elefante                 |             | ca. 3300/3250 a. C. |
| Toro                     |             | ca. 3300/3250 a. C. |
| Bucranium estandarte (?) |             | ca. 3250/3220 a. C. |
| Cigüeña                  |             | ca. 3250/3220 a. C. |
| Cánido                   |             | ca. 3250/3230 a. C. |
| Bucranium estandarte (?) |             | ca. 3250/3220 a. C. |
| Escorpión I              |             | ca. 3250/3200 a. C. |
| Halcón (I)               |             | ca. 3250/3220 a. C. |
| Min estandarte           |             | ca. 3250/3220 a. C. |
| (?)                      |             |                     |
| Halcón II (?)            |             | ca. 3250/3220 a. C. |
| León                     |             | ca. 3250/3220 a. C. |
| Doble Halcón             |             | ca. 3200/3190 a. C. |
| ...                      |             |                     |
| Horus Iry (Iry-Hor)      |             | ca. 3170/3160 a. C. |
| Horus Ka                 |             | ca. 3150/3100 a. C. |
| Horus Escorpión II       |             | ca. 3170/3150 a. C. |
| Narmer (?)               | –           | ca. 3150/3090 a. C. |

Los probables nombres o los símbolos de los gobernantes de esta época predinástica: Oryx, Concha, Pez, Toro, Cigüeña, Cánido (?), estandarte de cabeza de ganado, Escorpión I, Halcón I, Estandarte Min, Halcón II (?), León, Doble Halcón, Iry-Hor, Ka, Escorpión II, Narmer. Otros gobernantes locales fueron (la mayoría de la "Dinastía 0", período Naqada III): Nb (o R ?), Hedyu(-Hor), Pe + Elefante, Ny-Hor, Hat-Hor, Cocodrilo, Halcón + Mer (o 'Mer Dyehuty'), y Pe-Hor. Desde Doble Halcón en adelante son considerados de la Dinastía 0.

## Canon Real de Turín
Según el Canon Real de Turín, antes de la Dinastía I gobernaron en Egipto los dioses: Ptah y la Gran Enéada, Horus y la Pequeña Enéada, los Espíritus y Ra.